# Cyphomyrmex vallensis
Cyphomyrmex vallensis é uma espécie de inseto do gênero Cyphomyrmex, pertencente à família Formicidae.

## Distribuição
São encontradas na Argentina.